# Thomas Hodgkin
Thomas Hodgkin (Londres, 17 de agosto de 1798 – Jafa, 5 de abril de 1866) foi um médico inglês, considerado o maior patologista de seu tempo e um pioneiro na medicina preventiva. 
Tornou-se conhecido pelo primeiro relato de um Linfoma de Hodgkin, uma forma de linfoma e doença hematológica, em 1832. O trabalho de Hodgkin iniciou o que hoje chamamos de Patologia Clínica, onde o patologista está mais ativo no processo de decisão clínica. Ele foi contemporâneo de Thomas Addison e Richard Bright, no Guy's Hospital.